# History of the Grateful Dead, Volume One (Bear's Choice)
History of the Grateful Dead, Volume One (Bear's Choice) es el sexto álbum en directo de la banda estadounidense de rock Grateful Dead, lanzado en julio de 1973 por Warner Bros. Records. Recopila el concierto dado por la banda el 13 de febrero de 1970 en el Fillmore East en la ciudad de Nueva York, y llegó al puesto #60 en la lista Billboard 200.

## Lista de canciones

### Lado Uno
1. "Katie Mae" (Lightnin' Hopkins) – 4:44
2. "Dark Hollow" (Bill Browning) – 3:52
3. "I've Been All Around This World" (tradicional) – 4:18
4. "Wake Up Little Susie" (Felice and Boudleaux Bryant) – 2:31
5. "Black Peter" (Jerry Garcia y Robert Hunter) – 7:27

### Lado Dos
1. "Smokestack Lightning" (Howlin' Wolf) – 17:59
2. "Hard to Handle" (Al Bell, Allen Jones y Otis Redding) – 6:15

## Personal
- Jerry Garcia – voz, guitarra
- Mickey Hart – batería
- Bill Kreutzmann – batería
- Phil Lesh – bajo, voz
- Ron "Pigpen" McKernan – teclados, armónica
- Bob Weir – guitarra, voz